# Cristian Petrescu
Cristian Petrescu (n. 31 martie 1971) este un politician din România, deputat în Parlamentul României între 2008 și 2012, ca reprezentant al Colegiului 12, București, din partea organizației Partidului Democrat Liberal (PDL). Între 9 februarie 2012 și 27 aprilie 2012, a ocupat funcția de ministru al dezvoltării regionale și turismului în Guvernul Ungureanu. Ulterior, s-a aflat printre fondatorii Fundației Mișcarea Populară, implicându-se în sprijinirea Partidului Mișcarea Populară (PMP), și a devenit președinte al organizației București a acestui partid, iar pe 16 ianuarie 2016, Colegiul Național al Mișcării Populare a validat candidatura sa pentru Primăria Sectorului 3.